# Клаудіо Лескано
Клаудіо Лескано (ісп. Claudio Lezcano, ? — 29 серпня 1999) — парагвайський футболіст, що грав на позиції нападника, зокрема, за клуби «Олімпія» (Асунсьйон) та «Депортіво Перейра», а також національну збірну Парагваю.

## Клубна кар'єра
У дорослому футболі дебютував 1958 року виступами за команду «Олімпія» (Асунсьйон), в якій провів п'ять сезонів. 
Своєю грою за цю команду привернув увагу представників тренерського штабу колумбійського «Депортіво Перейра», до складу якого приєднався 1964 року. Відіграв за команду з Перейри наступні чотири сезони своєї ігрової кар'єри.
Згодом з 1968 по 1970 рік грав за колумбійський «Уніон Магдалена» та еквадорський «Аукас».
Завершував ігрову кар'єру в Еквадорі, граючи за «Хувентуд Італьяна» протягом 1971 року.

## Виступи за збірну
1958 року дебютував в офіційних матчах у складі національної збірної Парагваю. Протягом кар'єри у національній команді, яка тривала 6 років, провів у її формі 21 матч.
Був у заявці збірної на чемпіонат світу 1958 року у Швеції, однак на поле в іграх світової першості не виходив. Згодом брав участь у чемпіонати Південної Америки 1963 року у Болівії, де вже був гравцем основного складу і разом з командою здобув «срібло».
Помер 29 серпня 1999 року.

## Титули і досягнення
- Срібний призер Чемпіонату Південної Америки: 1963